# Weldon (Iowa)
Weldon és una població dels Estats Units a l'estat d'Iowa. Segons el cens del 2000 tenia 145 habitants.

## Demografia
Segons el cens del 2000, Weldon tenia 145 habitants, 60 habitatges, i 39 famílies. La densitat de població era de 311 habitants/km².
Dels 60 habitatges en un 33,3% hi vivien nens de menys de 18 anys, en un 53,3% hi vivien parelles casades, en un 6,7% dones solteres, i en un 35% no eren unitats familiars. En el 33,3% dels habitatges hi vivien persones soles el 20% de les quals corresponia a persones de 65 anys o més que vivien soles. El nombre mitjà de persones vivint en cada habitatge era de 2,42 i el nombre mitjà de persones que vivien en cada família era de 3,1.
Per edats la població es repartia de la següent manera: un 27,6% tenia menys de 18 anys, un 6,9% entre 18 i 24, un 29,7% entre 25 i 44, un 17,9% de 45 a 60 i un 17,9% 65 anys o més.
L'edat mediana era de 37 anys. Per cada 100 dones de 18 o més anys hi havia 87,5 homes.
La renda mediana per habitatge era de 28.750 $ i la renda mediana per família de 29.205 $. Els homes tenien una renda mediana de 28.250 $ mentre que les dones 20.313 $. La renda per capita de la població era d'11.315 $. Entorn del 12,2% de les famílies i el 14,4% de la població estaven per davall del llindar de pobresa.

## Poblacions més properes
El següent diagrama mostra les poblacions més properes.